# Vernols
Vernols – miejscowość i gmina we Francji, w regionie Owernia-Rodan-Alpy, w departamencie Cantal.
Według danych na rok 1990 gminę zamieszkiwały 93 osoby, a gęstość zaludnienia wynosiła 4 osoby/km² (wśród 1310 gmin Owernii Vernols plasuje się na 749. miejscu pod względem liczby ludności, natomiast pod względem powierzchni na miejscu 359.).